# 로라 해리스
로라 해리스(Laura Harris, 1976년 11월 20일 ~ )는 캐나다의 배우이다.

## 출연 작품

### 영화
- 스테이 튠 (1992)
- 수어사이드 킹 (1997, Suicide Kings)
- 패컬티 (1998)

### 텔레비전
- IT (1990)
- 마이 리틀 포니 테일즈 (1992) - 애니메이션
- 엑스파일 (1995)
- 24 (2002-03)
- 나노인간 제이크 (2003)
- 데드 라이크 미 (2003-04)
- 스타게이트 아틀란티스 (2006)
- CSI: 과학수사대 (2007)
- 디파잉 그래비티 (2009)
- 웨어하우스 13 (2010)